# Kampung Jua Nan Xx
Kampung Jua Nan Xx is een bestuurslaag in het regentschap Padang van de provincie West-Sumatra, Indonesië. Kampung Jua Nan Xx telt 4826 inwoners (volkstelling 2010).